# Walnut (Kalifornia)
Walnut város az USA Kalifornia államában, Los Angeles megyében. Lakosainak száma 28 430 fő (2020. április 1.).

## Népesség
A település népességének változása:

| 2010 | 29 172 |
| 2020 | 28 430 |